# Oncidium stenobulbon
Oncidium stenobulbon är en orkidéart som beskrevs av Friedrich Fritz Wilhelm Ludwig Kraenzlin. Oncidium stenobulbon ingår i släktet Oncidium och familjen orkidéer. Inga underarter finns listade i Catalogue of Life.